# Kleinkastell Hegelohe
Das Kleinkastell Hegelohe (in der älteren Literatur auch als „Feldwache bei Wachposten Wp 14/67“ bezeichnet) ist ein römisches Militärlager, das nahe der zum UNESCO-Weltkulturerbe erhobenen Rätischen Mauer errichtet wurde und dessen Reste heute südwestlich des Weilers Hegelohe, Ortsteil von Titting, im Landkreis Eichstätt in Bayern liegen.

## Lage und Forschungsgeschichte

Das Kleinkastell Hegelohe mit seinem weiteren Limesumfeld

Die kleine Anlage wurde auf flachem Terrain an der östlichen Kante des kurzen Östlichen Wassertals direkt an der hier fast genau in südöstliche Richtung laufenden rätischen Mauer errichtet. Vom Kastellplatz aus konnte nicht nur der von Norden nach Süden ausgerichtete Taleinschnitt, sondern auch die sich dort hinunter- und wieder hinaufziehende Grenzbefestigung überwacht werden. Zudem bestand mit dem nur vermuteten östlich gelegenen Wp 14/67 sowie mit dem auf der anderen westlichen Talseite postierten Wp 14/66, dessen Überreste erhalten sind, Sichtkontakt.
Friedrich Winkelmann (1852–1934), ein Streckenkommissar der Reichs-Limeskommission (RLK), erschloss hauptsächlich die steinerne Umwehrung des Kleinkastells. Sein erster Bericht erfolgte 1895. Seither haben dort keine Grabungen mehr stattgefunden.

## Baugeschichte
Die fast quadratische, 20,25 (20,20) × 20,15 (20,10) Meter große Anlage mit rechtwinkeligen Ecken besitzt einen einzigen 3,25 Meter breiten Einlass in der Mitte der Ostmauer. Dieser wird von zwei Torwangen flankiert, die drei Meter tief und 1,30 Meter breit sind. Im Unterschied zu vielen anderen ähnlichen Kleinkastellen befand sich der Zugang nicht auf der dem Limes gegenüberliegenden Seite, denn dieser verlief in einer Entfernung von 20 bis 26 Metern entlang der Nordmauer. An den Innenflanken der Torwangen konnten als bauliches Details zwei 0,25 Meter hervorspringenden und 0,32 Meter breite steinerne Ansätze beobachtet werden, hinter denen einst wohl die Torflügel angebracht waren. Es konnte festgestellt werden, dass die im besten Fall nur noch zwei bis drei Steinlagen hoch erhaltene Wehrmauer rundum 0,80 Meter stark war. An einigen Stellen ließ sich noch ein 0,10 bis 0,15 Meter weit aus dem Umfassungsmauer hervorspringender Sockel feststellen. In der Nordostecke war das Mauerwerk als Opus spicatum (Fischgrätmuster) gestaltet. Die Mauern selbst waren aus einem mit Ziegelmehl vermischten Mörtel errichtet worden. Die Innenbebauung, die sich wohl in einem zum Tor hin offenen Karree um einen Innenhof gruppierte, wird – wie an anderen Kleinkastellen nachgewiesen – wohl in Holzbauweise ausgeführt worden sein. Ein Graben konnte durch Winkelmann nicht gefunden werden.
In dem 1933 erschienenen Grabungskompendium der RLK, dem Der obergermanisch-raetische Limes des Roemerreiches (ORL), wird berichtet, dass als Fundgut lediglich „Scherben gewöhnlichster Art“ und viele Tierknochen zu Tage kamen. Ein quer durch die Anlage gezogener Suchschnitt ließ keine weiteren Bauten erkennen. Auf Verlangen des Waldbesitzers mussten die Ausgräber die Grabungsstätte sofort wieder zuschütten.
Kleinkastelle gehörten neben den Türmen zu den wesentlichen Stützpunkten der römischen Truppe direkt hinter dem Limes. Ihre Besatzung und Nutzung ist in der Regel jedoch unbekannt.

Lage, Befunde und Rekonstruktion
Lage des Kleinkastells Hegelohe (im Bild rechts)
Grundriss des Kleinkastells Hegelohe
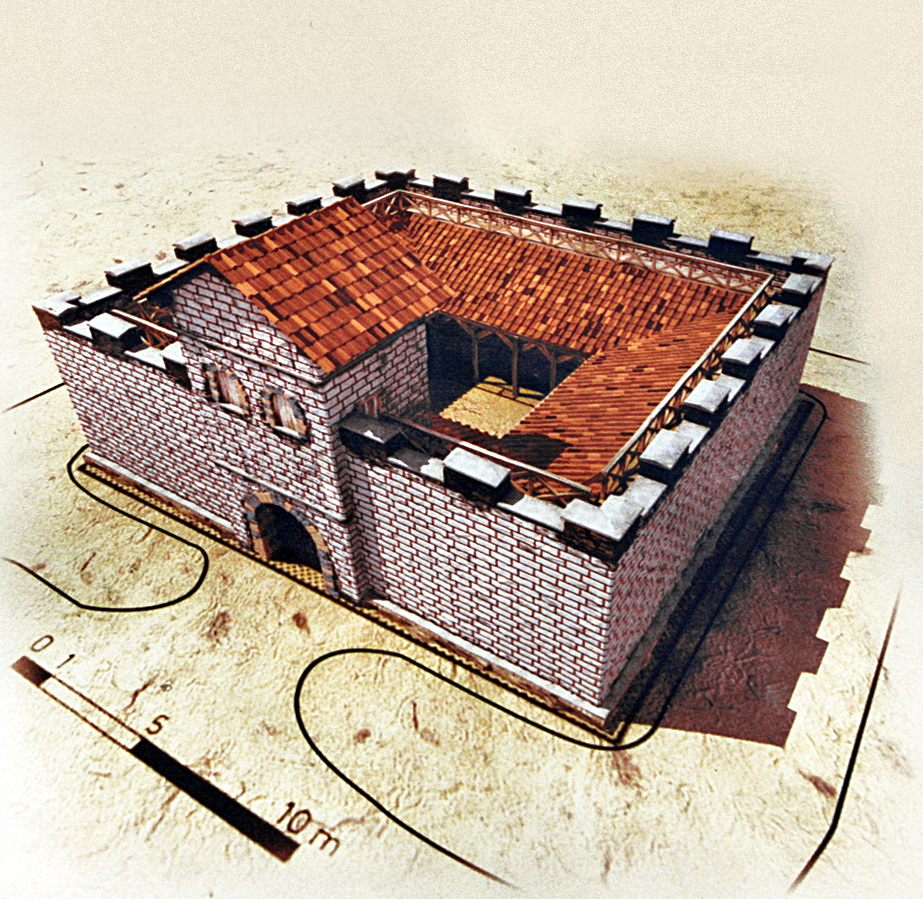
Das offensichtlich sehr ähnlich konstruierte Kleinkastell am Hinteren Schloßbuck

## Limesverlauf zwischen dem Kleinkastell Hegelohe und dem Kastell Böhming
| ORL      | Name/Ort                                                       | Beschreibung/Zustand |
| -------- | -------------------------------------------------------------- | --- |
| KK       | Kleinkastell Hegelohe                                          | siehe oben |
| Wp 14/67 |                                                                | In diesem Bereich wird die Turmstelle nur vermutet. Die zwischen Wp 14/65 und Wp 14/68 vermessene Stärke der Limesmauer lag bei 1,15 und 1,30 Meter. Um die Stabilität der Mauer zu gewährleisten, hatten sie die Erbauer im Abstand von 6,90 bis 7,30 Metern mit rechteckige Wandvorlagen ausgestattet, die 0,25 Meter tief und 0,70 Meter breit waren. |
| Wp 14/68 | „Östlich von Hegelohe“                                         | Der 6,10 × 4,00 Meter große Steinturm mit seinen 0,80 Meter starken Außenmauern ist konserviert sichtbar. Er steht etwas schräg im Verbund mit der nachträglich angebauten Limesmauer, die in diesem Bereich 1,10 Meter breit ist. Da an seiner Rückseite kein ebenerdiger Eingang festgestellt werden konnte, wird der Turm im ersten, nicht erhaltenen Geschoss eine Türe besessen haben, die über eine Leiter erreichbar gewesen ist. Der mächtige, östlich gelegene, ältere Holzturmhügel mit seinem umlaufenden rechteckigen Graben wird von der Mauer durchschnitten. Die RLK konnte vor der jüngeren Steinmauer die Palisade feststellen. Der Schuttwall des Limes ist in diesem Bereich gut sichtbar. |
| Wp 14/69 |                                                                | Turmstelle wird vermutet. |
| Wp 14/70 | „Nordöstlich von Hirnstetten“                                  | Die Turmstelle wurde festgestellt, war für Wilhelm Schleiermacher in den 1960er Jahren schlecht erkennbar und wurde von Dietwulf Baatz in den 1990er Jahren als sehr flacher Turmhügel festgestellt. |
| Wp 14/71 |                                                                | Turmstelle wird vermutet. |
| Wp 14/72 | „In der Flur Pfahlheg auf der Höhe nordwestlich von Pfahldorf“ | Die an die Limesmauer gebaute Turmstelle wurde festgestellt; die Ausgrabung selbst aber nicht genau dokumentiert. Es ist jedoch heute nichts mehr sichtbar. |
| Wp 14/73 |                                                                | Turmstelle wird vermutet. Im Bereich der kurz danach folgenden modernen Kreuzung deckte das Landesamt für Denkmalpflege 1981 bei Straßenbauarbeiten Teile der Limesmauer sowie einen römischen Kalkofen auf. Heute ist hier nichts mehr zu sehen. |
| Wp 14/74 |                                                                | Nur vermutete, archäologisch nicht nachgewiesene Turmstelle östlich von Pfahldorf. Rund 150 Meter südöstlich von dieser Stelle entfernt wird die rätische Mauer im Wald, begleitet von einem Weg, als deutlicher Schuttwall sichtbar. |
| Wp 14/75 | „Östlich von Pfahldorf“                                        | 50 Meter nach dem Beginn des Schuttwalls werden die Reste von Wp 14/75 sichtbar. Der rechteckige, 6,60 × 5,80 Meter große Steinturm wurde rund 25 Meter von der Limesmauer entfernt errichtet. Er hatte einen 0,90 Meter breiten, etwas aus der Mitte versetzten ebenerdigen Zugang an seiner Rückseite und besaß zwischen 0,90 und einen Meter starke Mauern. An seiner östlichen Außenseite konnte eine über die gesamte Länge gehende, 0,20 Meter breite Sockelverstärkung festgestellt werden. Im Inneren wurde außerdem in drei Ecken je eine Feuerstelle nachgewiesen. Kurz nach Wp 14/75 macht der Schuttwall des Limes einen leichten Knick nach Südosten. |
| Wp 14/76 |                                                                | Der nächste Wachturm, Wp 14/76, kann ebenfalls nur vermutet werden. Er soll sich am Nordrand einer heutigen, landwirtschaftlich intensiv genutzten Lichtung befunden haben. Von hier bis zu Wp 14/77 tritt der Schuttwall des Limes, je dichter man in den Wald kommt, immer deutlicher aus dem Boden. Bei Wp 14/76 wurde auch ein nachrömischer Kalkofen festgestellt, der mitten in die Limesmauer gesetzt wurde. Hier brannte man das aus den abgebrochenen Limesanlagen gewonnene antike Steinmaterial zu Kalk. |
| Wp 14/77 | „Im Bezirk Taferlschlag“                                       | Genau an einem Knick der rätischen Mauer liegen die Reste des rechteckigen, 5,95 × 5,20 Meter großen Steinturms Wp 14/77, der 0,50 bis 0,65 m starke Mauern besaß. Die am Wachturm 1,2 Meter breite Limesmauer war nachträglich angebaut worden. Auf seinem Boden wurden ein Estrich und Feuerstellen vorgefunden. An seiner Rückseite befand sich ein etwas aus der Mitte versetzter, 0,90 m breiter ebenerdiger Eingang. Von hier bis zur Spitze des Bergsporns, wo die rätische Mauer naturbedingt endet, um sich dann im Tal fortzusetzen, kann die Limesmauer als mächtiger Damm, nur gestört von alten Grabungsschnitten und Wegedurchstichen, besucht werden. Bereits Winkelmann machte sich im Limeswerk Gedanken, an welcher Stelle der Vorgängerbau des Steinturms Wp 14/77 gelegen haben könnte. Doch erst durch einen engmaschig durchgeführten Airborne-Laserscan vom Winter/Frühjahr 2006/2007 wurde der Standort dieses Holzturms entdeckt. Im digitalen Geländemodell wird die annähernd quadratische Turmstelle, die noch immer einen stark verflachten, rund 12 × 12 Meter umfassenden Graben besitzt, sichtbar. Sie befindet sich rund 20 Meter nordöstlich des Steinturms und wird in ihrem südliche Teil von der Limesmauer geschnitten. |
| Wp 14/78 | „Pfahlbuck“                                                    | Bei Wp 14/78 wird die Lage des Limes auf dem Bergsporn besonders deutlich. Bereits der Name der Flur, Pfahlbuck, macht deutlich, dass das Wissen um den Pfahl, wie die Limesanlagen früher oft genannt wurden, in diesem Bereich nie völlig verloren ging. Im Norden liegt talwärts das Kälbertal; im Süden und Osten fließt tief unten die Altmühl. In der Antike hatte man von hier aus Sichtkontakt zum Kastell Böhming. Am sichtbaren älteren, rund 11 × 11 Meter großen Holzturmhügel lassen sich der noch rund 0,20 bis 0,40 Meter tiefe Ringgraben sowie die vier von der RLK ergrabenen, noch rund 0,20 Meter tiefen Pfostenlöcher erkennen. Ein wenig westlich davon, wieder in einem Limesknick nach Norden, liegt ein 5,50 × 6,50 Meter umfassender Steinturm, an den die später errichtete Limesmauer nachträglich angebaut wurde. Den Platz hat der Fremdenverkehrsverein Kipfenberg 1996 mit einem in rustikaler Bauweise errichteten „Limesturm“ ausgestattet. Dieser touristische Aussichtspunkt entspricht in seiner Bauweise nicht den wirklichen Ausgrabungsbefunden am rätischen Limes. Gleiches gilt bedingt auch für das mit dem Turm errichtete Teilstück der Palisade. Im Zuge des Ausbaus zum Fremdenverkehrspunkt fand an dem Turm eine erneute Grabung statt. Anschließend wurden auf den originalen Fundamenten eine 0,80 Meter hohe Teilrekonstruktion errichtet und die Bäume ringsum gefällt. Die Überkreuzung der älteren Palisade mit der Limesmauer ist seitdem durch die Öffnung des Palisadengrabens am Schnittpunkt sichtbar. Nach diesem Turm kann die nun in west-östliche Richtung laufende Limesmauer noch gut 53 Meter zum Ende des Bergsporns an einem Steilhang verfolgt werden. Dann bricht sie ab. Noch im 18. und 19. Jahrhundert soll das Bauwerk aber weiter den Hang hinab verfolgbar gewesen sein. Im Tal an der Altmühl fand die RLK gut erhaltene hölzerne Grenzsperren. |
| ORL 73a  | Böhming                                                        | → Hauptartikel : Kastell Böhming [ 25 ] |

## Denkmalschutz
Das Kleinkastell Hegelohe und die erwähnten Anlagen sind als Abschnitt des Obergermanisch-Rätischen Limes seit 2005 Teil des UNESCO-Welterbes. Außerdem sind sie geschützt als eingetragene Bodendenkmale im Sinne des Bayerischen Denkmalschutzgesetzes (BayDSchG). Nachforschungen und gezieltes Sammeln von Funden sind erlaubnispflichtig, Zufallsfunde sind den Denkmalbehörden anzuzeigen.